# 張巽中
張巽中（1892年—20世纪？），字伯言、號伯方，四川成都人，中華民國陸軍少將。
張巽中生於1892年（清光緒十八年）。畢業於四川武備學堂、四川陸軍軍官學堂第2期、陸軍大學第5期。早年入川軍劉文輝部。1932年任第24軍4師7旅旅長。1935年任第24軍參謀長，同年在四川堵截長征中的紅軍，年底任第24軍138師5旅旅長。1937年任第24軍第138師第1旅旅長。1937年2月22日授少將銜。1945年任川康邊防總指揮部參謀長。抗戰勝利後任中央戡亂委員會委員，西康省軍管區副司令。1949年底，劉文輝等人在彭县起义，張巽中在西昌參加起義，倒向中国共产党，後任四川省人民政府參事，成都市西城區政協副主席。著有《24軍在川康邊區阻截紅軍的實況》等。

|